# Protocolo Japão-Manchukuo

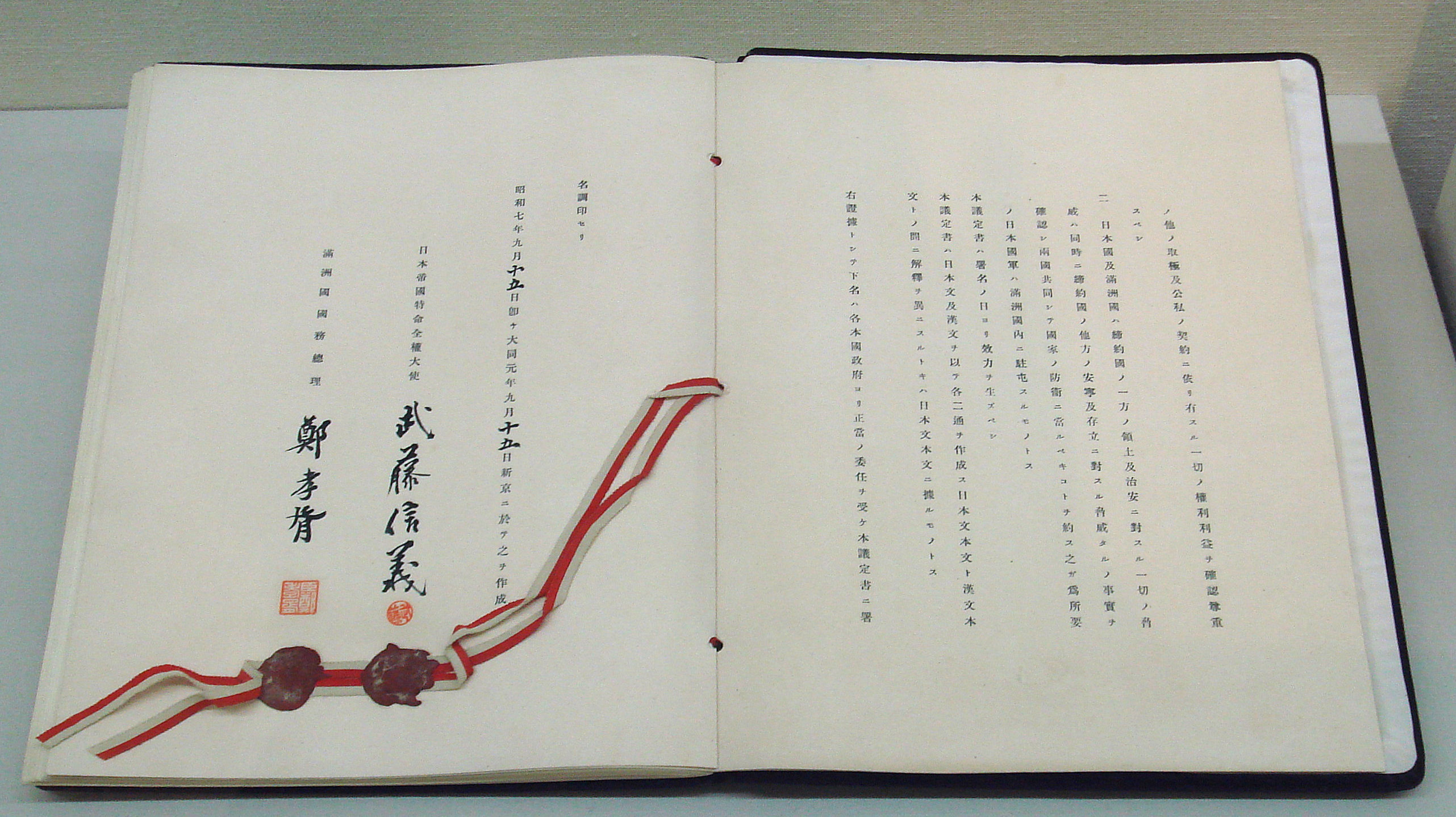
Protocolo Japão-Manchukuo, 15 de setembrode 1932.

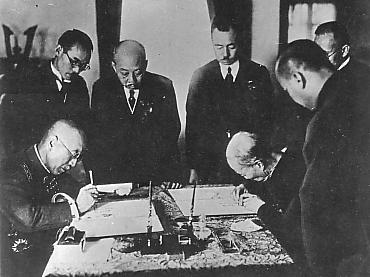
Assinatura do Protocolo Japão-Manchukuo.

O Protocolo Japão-Manchukuo (日満議定書) foi assinado em 15 de setembro de 1932 entre o Império do Japão e o Estado de Manchukuo. O tratado confirma o reconhecimento pelo Japão do Estado de Manchukuo, após a invasão japonesa da Manchúria em 1931, e a criação de um Estado na Manchúria em 1 de março de 1932. O tratado também definiu um acordo de defesa mútua, permitindo o estacionamento das tropas japonesas em Manchukuo, e desse modo, ocupando efetivamente o país. 
Pelo lado japonês, o protocolo foi assinado por Nobuyoshi Mutō, e do lado manchu por Zheng Xiaoxu.[carece de fontes?]